# التوقيت الصيفي في آسيا

يستخدم حاليا الصيت DST
DST (تستخدم الصيت الصيفي المستخدمة سابقا (الأردن وغرب ماليزيا وسنغافورة وسوريا وتركيا تستخدم الصيت الصيفي على مدار السنة)
لم تستخدم التوقيت الصيفي أبدا DST

اعتبارًا من عام 2022، تعتمد الدول الآسيوية التالية التوقيت الصيفي:
- قبرص: يُعمل بالتوقيت الصيفي من الأحد الأخير من شهر مارس حتى الأحد الأخير من شهر أكتوبر، تماشيًا مع نظام الاتحاد الأوروبي.
- إسرائيل: يبدأ التوقيت الصيفي يوم الجمعة السابق للأحد الأخير من مارس، ويستمر حتى الأحد الأخير من أكتوبر، وفقًا للنظام المتبع في الاتحاد الأوروبي.
- لبنان: يُطبق التوقيت الصيفي من الأحد الأخير من مارس حتى الأحد الأخير من أكتوبر.
- فلسطين: يُعتمد التوقيت الصيفي من السبت الأخير من مارس حتى السبت الأخير من أكتوبر.

## حسب البلد والمناطق

### جمهورية الصين الشعبية
المقال الرئيسي: التوقيت في الصين
بدأت جمهورية الصين الشعبية تطبيق التوقيت الصيفي في عام 1986، لكنها أوقفته اعتبارًا من عام 1992. وتستخدم الصين حاليًا منطقة زمنية موحدة (ت ع م+08:00) في جميع أنحاء البلاد، رغم امتدادها الجغرافي الواسع.

### مصر
المقالات الرئيسية:التوقيت القياسي لمصر والتوقيت الصيفي في مصر
اعتمدت السلطات البريطانية التوقيت الصيفي في مصر لأول مرة عام 1940، خلال فترة الحرب العالمية الثانية. توقفت هذه الممارسة بعد عام 1945، ثم استُؤنفت مجددًا عام 1957.
قبيل ثورة 25 يناير عام 2011، كانت الحكومة المصرية تخطط لإلغاء التوقيت الصيفي مع اقتراب انتهاء ولاية الرئيس حسني مبارك في سبتمبر من العام ذاته. ونفذت الحكومة الانتقالية هذا القرار في 20 أبريل 2011.
في 7 مايو 2014، أعادت الحكومة العمل بالتوقيت الصيفي، مع استثناء شهر رمضان . مبرّرة ذلك بالسعي إلى ترشيد استهلاك الطاقة. وقد أدى تكرار تغيّر التوقيت إلى أربع مرات سنويًا، ما دفع بعض المواطنين إلى الاعتماد على وسائل التواصل الاجتماعي لمعرفة الوقت بدقة. وفي المقابل، قررت بعض الفنادق الواقعة على ساحل البحر الأحمر استخدام ما أطلقت عليه “وقت المنتجع”، مما شكّل منطقة زمنية غير رسمية ومختلفة عن التوقيت الرسمي للبلاد . في أبريل 2015، أُجري استطلاع للرأي بشأن استمرار تطبيق التوقيت الصيفي. بناءً على نتائجه، أعلنت الحكومة في 20 أبريل إلغاء العمل به مؤقتًا، ووجّهت الوزراء لإجراء دراسة حول جدوى تطبيقه مستقبلًا. لاحقًا، أوضحت وزارة الكهرباء أن الوفورات المحققة من التوقيت الصيفي لم تترك أثرًا ملموسًا على استهلاك الطاقة .  كان من المخطط أن يعود العمل بالتوقيت الصيفي في 8 يوليو 2016، بعد نهاية شهر رمضان، غير أن الحكومة ألغت القرار في 5 يوليو. ورغم ذلك.  حُدد لاحقًا أن تُطبَّق مواعيد التوقيت الصيفي في الفترة الممتدة من 28 أبريل حتى 25 أكتوبر .

### هونغ كونغ
اعتمدت هونغ كونغ التوقيت الصيفي لأول مرة عام 1941، لكنها أوقفت العمل به نهائيًا اعتبارًا من عام 1980.

### الهند
استُخدم التوقيت الصيفي في الهند وشبه القارة الهندية خلال الحرب العالمية الثانية، وذلك في الفترة الممتدة بين عامي 1942 و1945. كما طُبّق لفترات قصيرة خلال الحرب الصينية الهندية عام 1962، وفي الحربين الهندية الباكستانية عامي 1965 و1971، بهدف تقليل استهلاك الطاقة في الأغراض المدنية.

### إندونيسيا
المقال الرئيسي:الوقت في إندونيسيا
لا تعتمد إندونيسيا حاليًا التوقيت الصيفي. ومع ذلك، استُخدمت تعديلات مختلفة على التوقيت بين 1 يناير 1924 و1 يناير 1964، لأغراض تنظيمية تتعلق بالتوقيت المحلي.

### إيران
المقال الرئيسي:التوقيت القياسي لإيران
استُخدم التوقيت الصيفي في إيران خلال الفترات: 1977–1980، و1991–2005، و2008–2022. كان يبدأ عادةً في 21 أو 22 مارس، وهو اليوم الأول من السنة وفقًا للتقويم الإيراني، وينتهي في 21 أو 22 سبتمبر، وهو اليوم الأخير من الشهر السادس في التقويم ذاته.

### إسرائيل
راقبت إسرائيل التوقيت الصيفي خلال الفترات: 1940–1946، و1948–1957، و1974–1975، ومنذ عام 1985 وحتى الوقت الحاضر. يُطبَّق التوقيت الصيفي عادةً من يوم الجمعة الذي يسبق الأحد الأخير من شهر مارس، ويستمر حتى الأحد الأخير من شهر أكتوبر.

### الأردن
استخدمت الأردن التوقيت الصيفي في الفترة من 1985 حتى 2022، وكان يُطبق عادةً من الجمعة الأخيرة من مارس إلى الجمعة الأخيرة من أكتوبر. في 24 أكتوبر 2012، قررت الحكومة الأردنية استمرار العمل بالتوقيت الصيفي طوال العام، على أن ينتهي ذلك في ديسمبر 2013.
في 5 أكتوبر 2022، ألغى الأردن التوقيت الصيفي رسميًا، مع تغيير المنطقة الزمنية إلى UTC+03:00، ما أدى إلى إلغاء التوقيت الشتوي بشكل فعّال.

### كازاخستان
المقال الرئيسي:الوقت في كازاخستان
قررت كازاخستان إلغاء العمل بالتوقيت الصيفي في عام 2005، مستندةً إلى أسباب صحية، ومخاوف من تراجع الإنتاج، وغياب فوائد اقتصادية ملموسة.

### قرغيزستان
صوَّتت قرغيزستان في عام 2005 لإلغاء العمل بالتوقيت الصيفي، واعتمدت توقيتًا قياسيًا دائمًا يعادل UTC+06:00، وهو التوقيت الذي كان يُستخدم سابقًا خلال فترة الصيف.  
وبهذا القرار، أصبحت البلاد تعمل بتوقيت صيفي دائم، نتيجة لاعتماد هذا التوقيت على مدار العام.

### لبنان
في 24 مارس 2023، أعلنت الحكومة اللبنانية تأجيل بدء العمل بالتوقيت الصيفي لمدة شهر، وذلك بهدف مراعاة توقيت الإفطار خلال شهر رمضان، ما أثار جدلًا سياسيًا وطائفيًا واسعًا في البلاد.  
وفي 27 مارس، قررت الحكومة التراجع عن القرار، وأُعيد اعتماد التوقيت الصيفي وفق الموعد المعتاد بدءًا من منتصف ليل 29 مارس 2023.

### ماليزيا
المقال الرئيسي:الوقت في ماليزيا
استخدمت ماليزيا التوقيت الصيفي بدءًا من 1 يناير 1933، لكنها أوقفت هذا النظام في 31 ديسمبر 1981 لتحلّ مكانه التوقيت القياسي الماليزي. تشير مصادر أخرى إلى أن ماليزيا، إلى جانب سنغافورة، أوقفت التوقيت الصيفي في 1 يناير 1936.

### الفلبين
المقال الرئيسي:التوقيت القياسي الفلبيني
اعتبارًا من عام 2024، لم تعد الفلبين تعتمد التوقيت الصيفي، رغم استخدامه في فترات متقطعة خلال القرن العشرين. فقد طُبّق لأول مرة خلال رئاسة مانويل كويزون (1936–1937)، ثم خلال فترات حكم رامون ماجسايساي (1954)، فرديناند ماركوس (1978)، وكورازون أكينو (1990).
كان الهدف من تطبيق التوقيت الصيفي تقليل استهلاك الطاقة الكهربائية خلال أوقات الذروة، لا سيّما في فترات الأزمات، من خلال تقليل الاعتماد على الإضاءة. ومع تطوّر قدرات البلاد في توليد ونقل الطاقة، لم يعد يُنظر إلى التوقيت الصيفي كحل فعال.
منذ عام 1990، طُرحت عدة مقترحات لإعادة العمل بالتوقيت الصيفي. ففي أبريل 2006، اقترحت وزارة التجارة والصناعة إعادة تطبيقه للتخفيف من آثار ارتفاع أسعار النفط. كما دعا الرئيس بنيغنو أكينو الثالث في أغسطس 2014 إلى دراسة أثر تطبيق التوقيت الصيفي لمواجهة أزمة طاقة محتملة، على أن يُجرى ذلك على مرحلتين بين نوفمبر 2014 ويونيو 2015.
وفي مارس 2022، ناقشت هيئة تنمية مترو مانيلا مقترحات لتطبيق نظام توقيت صيفي كحل جزئي لمشكلة الازدحام المروري في العاصمة، غير أن الأمر اقتصر على تعديل ساعات عمل المؤسسات الحكومية دون تغيير رسمي في التوقيت الوطني.

### روسيا
المقال الرئيسي:الوقت في روسيا
قدمت الحكومة الروسية المؤقتة التوقيت الصيفي (بالروسية: летнее время) في روسيا بتاريخ 1 يوليو 1917، حيث تم تقديم الساعة ساعة واحدة إلى الأمام.
غير أن الحكومة السوفيتية قررت التخلي عن هذا النظام بعد خمسة أشهر، فأُعيدت الساعة ساعة واحدة إلى الوراء مرة أخرى في 28 ديسمبر من العام نفسه.
اعتبارًا من عام 1930، فُرِض ما يُعرف بـوقت المرسوم، والذي أدى عمليًا إلى تقديم التوقيت الرسمي على مدار العام في الاتحاد السوفيتي.
أعاد مجلس وزراء الاتحاد السوفيتي تطبيق التوقيت الصيفي في البلاد بتاريخ 1 أبريل 1981، بما في ذلك ما عُرف بـ”التوقيت الصيفي في موسكو”، واستمر العمل به في دول ما بعد تفكك الاتحاد السوفيتي حتى عام 2011.
كانت تواريخ تطبيق التوقيت الصيفي في روسيا متزامنة إلى حد كبير مع نظيراتها في الدول الأوروبية، لكن تحويل الساعة إلى الأمام أو إلى الخلف كان يتم عند الساعة 02:00 بالتوقيت المحلي في جميع المناطق.
على سبيل المثال، في موسكو (حيث التوقيت المحلي = ت ع م+03:00 في الشتاء، وت ع م+04:00 في الصيف)، كان التوقيت الصيفي يبدأ عند الساعة 02:00 حسب التوقيت العالمي المنسق (UTC) في اليوم السابق ليوم الأحد الأخير من شهر مارس، وينتهي عند الساعة 03:00 حسب التوقيت العالمي المنسق في اليوم السابق ليوم الأحد الأخير من شهر أكتوبر.

(ملاحظة: “اليوم السابق ليوم الأحد الأخير” لا يعني بالضرورة “السبت الأخير” من الشهر، خاصة إذا صادف أن يكون اليوم الأخير من الشهر يوم السبت.)

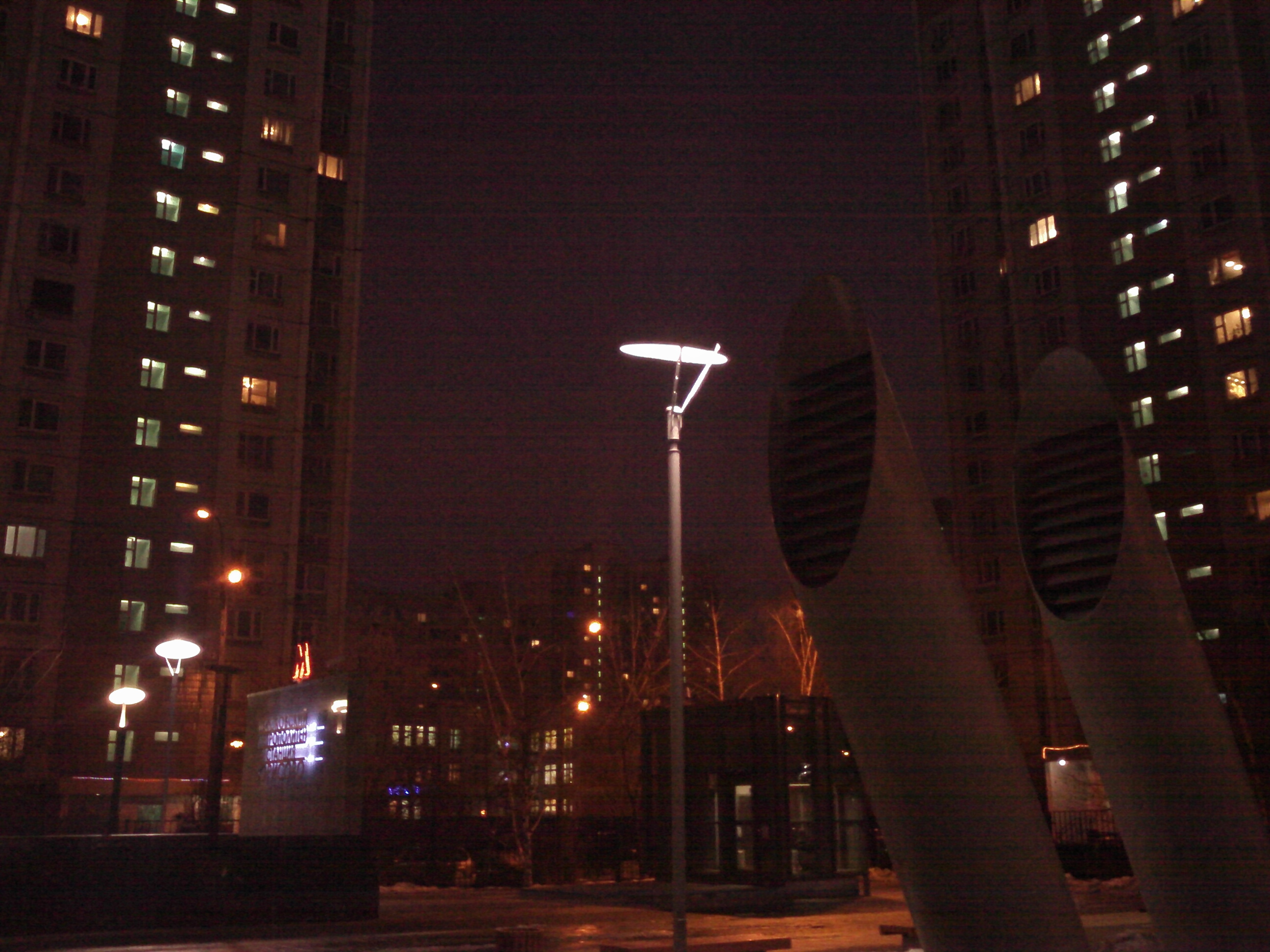
سماء سوداء ليلا في الساعة 9:06 صباحا (ت ع م+04:00) في 23 ديسمبر 2013 في موسكو

في 8 فبراير 2011، أعلن الرئيس الروسي آنذاك دميتري ميدفيديف إلغاء تغييرات الساعة نصف السنوية في روسيا، واعتماد التوقيت الصيفي بشكل دائم. وقد جرى تقديم الساعة للمرة الأخيرة في مارس 2011، دون أن يتم إرجاعها لاحقًا.
تزامن ذلك مع توحيد بعض المناطق الزمنية داخل البلاد، مما أدى إلى أن العديد من المدن الروسية أصبحت تعتمد “وقتًا رسميًا” يزيد بساعتين عن التوقيت الفلكي الطبيعي، إذ إن التوقيت الرسمي السابق كان بالفعل متقدمًا على التوقيت الفلكي في كثير من المناطق.
خلال الانتخابات الرئاسية الروسية 2012، اقترح فلاديمير بوتين إعادة النظر في اعتماد التوقيت الصيفي الدائم، بعدما أعرب بعض العمال عن تذمرهم من عدم رؤية ضوء النهار خلال فصل الشتاء، إذ كانت الشمس لا تشرق إلا بعد مغادرتهم إلى أماكن العمل.
ووفقًا لتقرير نُشر في صحيفة إنترناشونال هيرالد تريبيون، فقد وصف العديد من المواطنين الروس شتاء 2011–2012 بأنه “أظلم شتاء على الإطلاق” نتيجة هذا التغيير.
مع ذلك، أوضح بوتين لاحقًا أن القرار النهائي بشأن السياسة الزمنية يعود إلى حكومة روسيا رئيس الوزراء حينها دميتري ميدفيديف، والتي اختارت الاستمرار في نهج عام 2011.
وفي 26 أكتوبر 2014، عادت روسيا بشكل دائم إلى التوقيت القياسي (أو “توقيت الشتاء”)، منهية بذلك العمل بالتوقيت الصيفي الدائم.

### كوريا الجنوبية
اعتمدت كوريا الجنوبية التوقيت الصيفي خلال الفترات ما بين عامي 1948 و1951، وفي الفترة من عام 1955 حتى 1960، وكذلك في عام 1988.
في الوقت الحاضر، لا تعمل كوريا الجنوبية بنظام التوقيت الصيفي.

### سوريا
اعتمدت سوريا  التوقيت الصيفي خلال الفترة من عام 1986 حتى عام 2022.
واعتبارًا من عام 2012، كان يُطبَّق التوقيت الصيفي في البلاد ابتداءً من الجمعة الأخيرة من شهر مارس وحتى الجمعة الأخيرة من شهر أكتوبر، رغم أن مواعيد التحويل بين التوقيتين الصيفي والشتوي كانت تتفاوت من سنة إلى أخرى خلال الفترة من 1986 إلى 2011.
في 4 أكتوبر 2022، أعلنت سوريا إلغاء العمل بالتوقيت الصيفي، واعتمدت التوقيت الصيفي السابق (ت ع م+03:00) كتوقيت رسمي دائم، مما أدى فعليًا إلى إلغاء التوقيت الشتوي في البلاد.

### تايوان
اعتمدت تايوان التوقيت الصيفي خلال الفترة من عام 1945 حتى 1961، ثم أعلنت التوقف عن استخدامه بين عامي 1962 و1973.
أعادت تايوان العمل بالتوقيت الصيفي بين عامي 1974 و1975، قبل أن تتخلى عنه مجددًا خلال الفترة من 1976 حتى 1979.
وفي عام 1980، عاد تطبيق التوقيت الصيفي لفترة وجيزة، لكن البلاد تخلّت عنه بشكل نهائي اعتبارًا من عام 1981.

### تركيا
تعتمد تركيا التوقيت الصيفي بشكل دائم منذ سبتمبر 2016، بعد أن كانت تعمل به موسميًا خلال الفترة من عام 1985 حتى 2016.
في عام 2008، اقترحت وزارة الطاقة التركية إلغاء العمل بالتوقيت الصيفي، مع التحول إلى توقيت (ت ع م−02:30) بشكل دائم بدءًا من عام 2009، لكن تعذر تنفيذ الخطة، وتم تأجيلها مبدئيًا إلى عام 2011، قبل أن تُلغى دون تنفيذ.
خلال عام 2011، أجلت تركيا انتقالها إلى التوقيت الصيفي الأوروبي ليوم واحد، حيث تم تحويل الساعة في تمام 03:00 صباحًا من يوم الإثنين 28 مارس، بدلًا من الأحد، لتفادي تعارضه مع امتحانات القبول الجامعي التي عُقدت يوم الأحد 27 مارس.
وبشكل مماثل، في عام 2014، تأخّر التحول في بدء التوقيت الصيفي إلى يوم الإثنين 31 مارس، وذلك لتجنب تأثيره على الانتخابات المحلية التي أُجريت في 30 مارس.
أما في عام 2015، فقد تأخّر التحول إلى التوقيت الصيفي الأوروبي لمدة أسبوعين، ليبدأ عند الساعة 04:00 صباحًا يوم الأحد 8 نوفمبر، بدلاً من الموعد المعتاد، وذلك بسبب الانتخابات العامة المفاجئة التي عُقدت يوم الأحد 1 نوفمبر.وفي 8 سبتمبر 2016، أعلنت الحكومة التركية إلغاء العمل بالتوقيت الشتوي، والتحول إلى توقيت تركيا الجديد (ت ع م+03:00) على مدار السنة، وهو التوقيت الذي كان يُستخدم سابقًا خلال فصل الصيف، ليصبح التوقيت الرسمي الدائم في البلاد.

## الدول الآسيوية لا تستخدم التوقيت الصيفي
لا تستخدم هذه البلدان أو المناطق التوقيت الصيفي، على الرغم من أن بعضها كان في الماضي:
1. أفغانستان:
2. أرمينيا: (اعتمدت التوقيت الصيفي من 1981 حتى 1995، ومن 1997 حتى 2011)
3. أذربيجان: ( – استخدمته في فترات متقطعة: 1981–1989، 1990–1992، و1996–2015)
4. البحرين:
5. بنغلاديش:(اعتمدته بين 1942–1945، ثم في 2009–2010)
6. بروناي:
7. كمبوديا:
8. الصين: استخدمته من 1986 حتى 1992)
9. تيمور الشرقية
10. الهند :( اعتمدته بين 1942 و1945 خلال الحرب العالمية الثانية)
11. إندونيسيا:(اعتمدت تغييرات متعددة بين 1924 و1963)
12. إيران: (استخدمته في فترات متفرقة: 1977–1980، 1991–2005، و2008–2022)
13. العراق: (اعتمدته من 1982 حتى 2007)
14. اليابان: (استخدمته بين 1948 و1951)
15. الأردن: ( اعتمده من 1985 حتى 2022)
16. كازاخستان : (اعتمدته من 1981–1990 ومن 1992–2004)
17. الكويت:
18. قرغيزستان: (اعتمدته من 1981 حتى 2005)
19. لاوس:
20. ماليزيا: (استخدمته من 1933 حتى 1981)
21. جزر المالديف:
22. منغوليا:  (اعتمدته في فترات متعددة: 1983–1989، 1990–1998، 2001–2006، و2015–2017)
23. ميانمار:
24. نيبال:
25. كوريا الشمالية:
26. سلطنة عمان:
27. باكستان: (استخدمته بين 1942–1945، ثم في 2002، و2008–2009)
28. الفلبين: (اعتمدته في 1936–1937، 1954، 1978، و1990)
29. قطر:
30. روسيا: (اعتمدته في فترات: 1917–1919، 1921 (في بعض المناطق)، و1981–2010. بين 2011 و2014، تم اعتماد التوقيت الصيفي على مدار السنة، ثم عادت إلى التوقيت القياسي عام 2014)
31. السعودية:
32. سنغافورة: (اعتمدت التوقيت الصيفي بين 1933–1935 بإضافة 20 دقيقة. في 1981، انتقلت إلى التوقيت الموحد UTC+08:00، لتتماشى مع ماليزيا.[10]
33. كوريا الجنوبية: (اعتمدته في 1948–1951، 1955–1960، و1987–1988)
34. سريلانكا:
35. سوريا: (اعتمدت التوقيت الصيفي من 1986 حتى 2022)
36. تايوان: (استخدمته بين 1945–1962، ثم في 1974، 1975، و1979)
37. طاجيكستان: (اعتمدته من 1981 حتى 1991)
38. تايلاند:
39. تركيا: (اعتمدته من 1985 حتى 2016)
40. تركمانستان: (– استخدمته من 1981 حتى 1991)
41. الإمارات العربية المتحدة :
42. أوزبكستان: (استخدمته من 1981 حتى 1991)
43. فيتنام:
44. اليمن: